# Aeroportul Costa Marques
Aeroportul Costa Marques (IATA: CQS, ICAO: SWCQ) este un aeroport din Costa Marques, Rondônia, Brazilia ce deservește zona Costa Marques. Aeroportul a fost tranzitat în 2002 de 1.418 pasageri. A fost numit după zona deservită.
Situat la o altitudine de 169 m, aeroportul dispune de 1 pistă.

## Infrastructură

### Piste
Aeroportul dispune de o singură pistă. Pista 1/19 are suprafața de asfalt și dimensiunile 1.495 m × 20 m. 